# Campionati europei di sollevamento pesi 2012
I Campionati europei di sollevamento pesi 2012, 93ª edizione maschile e 25ª femminile della manifestazione, si sono svolti dal 9 al 15 aprile ad Adalia, in Turchia, al Kepez Belediyesi Kapali Spor Salonu.
In base alle variazioni avvenute nel corso del suo svolgimento, l'edizione è conteggiata come:
- la 71ª effettivamente organizzata;
- la 91ª secondo la numerazione della EWF;
- la 93ª secondo la numerazione della IWF.

## Squalifiche
Il 18 novembre 2021, nove anni dopo la conclusione dei campionati, in base al riesame, con nuovi sistemi, delle analisi antidoping effettuate all'epoca (dove risultarono negativi), tredici atleti furono trovati positivi a uno o più sostanze proibite (steroidi anabolizzanti):
- Hysen Pulaku
- Hanna Bacjuška
- Dimitris Minasidis
- Irakli Turmanidze
- Rauli Tsirekidze
- Cristina Iovu – la medaglia d'oro non fu riassegnata
- Florin Croitoru
- Razvan Martin – la medaglia d'oro non fu riassegnata
- Oksana Slivenko – la medaglia d'oro non fu riassegnata
- Gökhan Kılıç
- Bünyamin Sezer
- Hatice Yilmaz
- Fatih Baydar

Tranne tre atleti sopraindicati, gli altri furono retrocessi all'ultimo posto e le medaglie vennero riassegnate.

## Titoli in palio
Sono stati assegnati 15 titoli nel totale dell'esercizio (45 considerando anche le due specialità, lo strappo e lo slancio) in 8 categorie maschili e 7 femminili, sotto elencate.
Categorie maschili
| Categoria            | Eventi         | Atleti | Gruppi |
| -------------------- | -------------- | ------ | ------ |
| Pesi gallo           | Fino a 56 kg   | 13     | 2      |
| Pesi piuma           | Fino a 62 kg   | 18     | 2      |
| Pesi leggeri         | Fino a 69 kg   | 21     | 2      |
| Pesi medi            | Fino a 77 kg   | 26     | 3      |
| Pesi massimi leggeri | Fino a 85 kg   | 20     | 2      |
| Pesi mediomassimi    | Fino a 94 kg   | 24     | 3      |
| Pesi massimi         | Fino a 105 kg  | 19     | 2      |
| Pesi supermassimi    | Oltre i 105 kg | 24     | 2      |

Categorie femminili
| Categoria            | Eventi        | Atlete | Gruppi |
| -------------------- | ------------- | ------ | ------ |
| Pesi gallo           | Fino a 48 kg  | 16     | 2      |
| Pesi piuma           | Fino a 53 kg  | 19     | 2      |
| Pesi leggeri         | Fino a 58 kg  | 19     | 2      |
| Pesi medi            | Fino a 63 kg  | 18     | 2      |
| Pesi massimi leggeri | Fino a 69 kg  | 12     | 2      |
| Pesi massimi         | Fino a 75 kg  | 16     | 2      |
| Pesi supermassimi    | Oltre i 75 kg | 10     | 2      |

## Calendario eventi
L'11 gennaio 2012 viene diffuso il calendario dei titoli da assegnare nelle sette giornate di gare.
| Giorno→ Categoria ↓ | Lu 9 | Ma 10 | Me 11 | Gi 12 | Ve 13 | Sa 14 | Do 15 |
| ------------------- | ---- | ----- | ----- | ----- | ----- | ----- | ----- |
| 56 kg               | ●    |       |       |       |       |       |       |
| 62 kg               |      | ●     |       |       |       |       |       |
| 69 kg               |      |       | ●     |       |       |       |       |
| 77 kg               |      |       |       | ●     |       |       |       |
| 85 kg               |      |       |       |       | ●     |       |       |
| 94 kg               |      |       |       |       |       | ●     |       |
| 105 kg              |      |       |       |       |       | ●     |       |
| +105 kg             |      |       |       |       |       |       | ●     |

| Giorno→ Categoria ↓ | Lu 9 | Ma 10 | Me 11 | Gi 12 | Ve 13 | Sa 14 | Do 15 |
| ------------------- | ---- | ----- | ----- | ----- | ----- | ----- | ----- |
| 48 kg               | ●    |       |       |       |       |       |       |
| 53 kg               |      | ●     |       |       |       |       |       |
| 58 kg               |      |       | ●     |       |       |       |       |
| 63 kg               |      |       |       | ●     |       |       |       |
| 69 kg               |      |       |       |       | ●     |       |       |
| 75 kg               |      |       |       |       |       | ●     |       |
| +75 kg              |      |       |       |       |       |       | ●     |

## Nazioni partecipanti
Le nazioni che hanno partecipato ai campionati furono 36 per un totale di 275 partecipanti (165 atleti e 110 atlete). Tra parentesi i partecipanti per nazione.
- Albania  (12)
- Armenia  (3)
- Azerbaigian  (8)
- Belgio  (1)
- Bosnia ed Erzegovina  (1)
- Bielorussia  (8)
- Bulgaria  (14)
- Cipro  (2)
- Croazia  (5)
- Danimarca  (2)
- Estonia  (2)
- Finlandia  (14)
- Francia  (12)
- Georgia  (4)
- Germania  (11)
- Grecia  (14)
- Irlanda  (6)
- Israele  (2)
- Italia  (15)
- Kosovo  (1)
- Lettonia  (3)
- Lituania  (8)
- Moldavia  (10)
- Norvegia  (1)
- Paesi Bassi  (1)
- Polonia  (15)
- Regno Unito  (12)
- Rep. Ceca  (12)
- Romania  (10)
- Russia  (15)
- Slovacchia  (10)
- Spagna  (10)
- Svezia  (5)
- Turchia  (15)
- Ucraina  (1)
- Ungheria  (10)

## Risultati

### Categorie maschili
| Evento  | Oro               | Oro    | Argento           | Argento | Bronzo              | Bronzo |
| ------- | ----------------- | ------ | ----------------- | ------- | ------------------- | ------ |
| 56 kg   |                   |        |                   |         |                     |        |
| Strappo | Valentin Hristov  | 125 kg | Oleg Sîrghi       | 116 kg  | Asen Muradov        | 115 kg |
| Slancio | Valentin Hristov  | 155 kg | Oleg Sîrghi       | 146 kg  | Asen Muradov        | 136 kg |
| Totale  | Valentin Hristov  | 280 kg | Oleg Sîrghi       | 262 kg  | Asen Muradov        | 251 kg |
| 62 kg   |                   |        |                   |         |                     |        |
| Strappo | Iuri Dudoglo      | 123 kg | Vladimir Urumov   | 123 kg  | Stojan Enev         | 122 kg |
| Slancio | Stojan Enev       | 160 kg | Vladimir Urumov   | 155 kg  | Kevin Caesemaeker   | 152 kg |
| Totale  | Stojan Enev       | 282 kg | Vladimir Urumov   | 278 kg  | Iuri Dudoglo        | 274 kg |
| 69 kg   |                   |        |                   |         |                     |        |
| Strappo | Oleg Čen          | 158 kg | Bernardin Matam   | 145 kg  | Daniel Godelli      | 145 kg |
| Slancio | Əfqan Bayramov    | 178 kg | Serghei Cechir    | 175 kg  | Vencelas Dabaya     | 175 kg |
| Totale  | Əfqan Bayramov    | 321 kg | Vencelas Dabaya   | 318 kg  | Bernardin Matam     | 318 kg |
| 77 kg   |                   |        |                   |         |                     |        |
| Strappo | Răzvan Martin     | 159 kg | Alexandru Dudoglo | 158 kg  | Dmitrij Ivanenko    | 155 kg |
| Slancio | Răzvan Martin     | 188 kg | Alexandru Șpac    | 187 kg  | Semih Yağcı         | 186 kg |
| Totale  | Răzvan Martin     | 347 kg | Alexandru Dudoglo | 344 kg  | Alexandru Șpac      | 340 kg |
| 85 kg   |                   |        |                   |         |                     |        |
| Strappo | Gabriel Sîncrăian | 164 kg | Giovanni Bardis   | 163 kg  | Janos Baranyai      | 162 kg |
| Slancio | Tom Schwarzbach   | 201 kg | Gabriel Sîncrăian | 195 kg  | Gheorghii Cernei    | 190 kg |
| Totale  | Gabriel Sîncrăian | 359 kg | Tom Schwarzbach   | 356 kg  | Giovanni Bardis     | 353 kg |
| 94 kg   |                   |        |                   |         |                     |        |
| Strappo | Anatolii Cîrîcu   | 178 kg | Ibrahim Arat      | 171 kg  | Aslan Bideev        | 170 kg |
| Slancio | Anatolii Cîrîcu   | 224 kg | İntiqam Zairov    | 213 kg  | Aslan Bideev        | 212 kg |
| Totale  | Anatolii Cîrîcu   | 402 kg | Aslan Bideev      | 382 kg  | Ibrahim Arat        | 380 kg |
| 105 kg  |                   |        |                   |         |                     |        |
| Strappo | Maksim Šejko      | 185 kg | David Bedžanjan   | 185 kg  | Serhij Tahirov      | 180 kg |
| Slancio | David Bedžanjan   | 220 kg | Maksim Šejko      | 216 kg  | Arkadiusz Michalski | 212 kg |
| Totale  | David Bedžanjan   | 405 kg | Maksim Šejko      | 401 kg  | Serhij Tahirov      | 390 kg |
| +105 kg |                   |        |                   |         |                     |        |
| Strappo | Hayk Hakobyan     | 195 kg | Peter Nagy        | 192 kg  | Ruslan Albegov      | 191 kg |
| Slancio | Ruslan Albegov    | 238 kg | Jiří Orság        | 235 kg  | Andrej Kozlov       | 235 kg |
| Totale  | Ruslan Albegov    | 429 kg | Matthias Steiner  | 424 kg  | Andrej Kozlov       | 423 kg |

### Categorie femminili
| Evento           | Oro               | Oro    | Argento               | Argento | Bronzo               | Bronzo |
| ---------------- | ----------------- | ------ | --------------------- | ------- | -------------------- | ------ |
| 48 kg (Dettagli) |                   |        |                       |         |                      |        |
| Strappo          | Marzena Karpińska | 85 kg  | Genny Pagliaro        | 81 kg   | Silvija Angelova     | 78 kg  |
| Slancio          | Marzena Karpińska | 102 kg | Nurdan Karagöz        | 100 kg  | Silvija Angelova     | 97 kg  |
| Totale           | Marzena Karpińska | 187 kg | Nurdan Karagöz        | 177 kg  | Silvija Angelova     | 175 kg |
| 53 kg            |                   |        |                       |         |                      |        |
| Strappo          | Cristina Iovu     | 91 kg  | Alena Čyčkan          | 88 kg   | Aylin Daşdelen       | 88 kg  |
| Slancio          | Cristina Iovu     | 116 kg | Aylin Daşdelen        | 113 kg  | Svetlana Čeremšanova | 113 kg |
| Totale           | Cristina Iovu     | 207 kg | Aylin Daşdelen        | 201 kg  | Svetlana Čeremšanova | 201 kg |
| 58 kg            |                   |        |                       |         |                      |        |
| Strappo          | Romela Begaj      | 102 kg | Bojanka Kostova       | 98 kg   | Elena Šadrina        | 95 kg  |
| Slancio          | Bojanka Kostova   | 117 kg | Aleksandra Klejnowska | 117 kg  | Elena Šadrina        | 116 kg |
| Totale           | Bojanka Kostova   | 215 kg | Romela Begaj          | 215 kg  | Elena Šadrina        | 211 kg |
| 63 kg            |                   |        |                       |         |                      |        |
| Strappo          | Sibel Şimşek      | 100 kg | Nikoletta Nagy        | 94 kg   | Liudmila Bril        | 93 kg  |
| Slancio          | Sibel Şimşek      | 125 kg | Nikoletta Nagy        | 116 kg  | Neslihan Okumuş      | 115 kg |
| Totale           | Sibel Şimşek      | 225 kg | Nikoletta Nagy        | 210 kg  | Neslihan Okumuş      | 208 kg |
| 69 kg            |                   |        |                       |         |                      |        |
| Strappo          | Oksana Slivenko   | 115 kg | Viktorija Savenko     | 115 kg  | Roxana Cocoș         | 110 kg |
| Slancio          | Oksana Slivenko   | 143 kg | Roxana Cocoș          | 142 kg  | Viktorija Savenko    | 137 kg |
| Totale           | Oksana Slivenko   | 258 kg | Roxana Cocoș          | 252 kg  | Viktorija Savenko    | 252 kg |
| 75 kg            |                   |        |                       |         |                      |        |
| Strappo          | Lidia Valentín    | 117 kg | Ol'ga Zubova          | 115 kg  | Rumjana Petkova      | 100 kg |
| Slancio          | Ol'ga Zubova      | 150 kg | Lidia Valentín        | 143 kg  | Rumjana Petkova      | 123 kg |
| Totale           | Ol'ga Zubova      | 265 kg | Lidia Valentín        | 260 kg  | Rumjana Petkova      | 223 kg |
| +75 kg           |                   |        |                       |         |                      |        |
| Strappo          | Tat'jana Kaširina | 145 kg | Julija Dovhal'        | 123 kg  | Julija Konovalova    | 121 kg |
| Slancio          | Tat'jana Kaširina | 183 kg | Julija Konovalova     | 153 kg  | Julija Dovhal'       | 150 kg |
| Totale           | Tat'jana Kaširina | 328 kg | Julija Konovalova     | 274 kg  | Julija Dovhal'       | 273 kg |

## Medagliere

### Grandi (totale)
Riferito al totale dell'esercizio: 13 nazioni sono entrate nel medagliere.
| Posiz. | Nazione     | Oro | Argento | Bronzo | Totale |
| ------ | ----------- | --- | ------- | ------ | ------ |
| 1      | Russia      | 4   | 3       | 4      | 11     |
| 2      | Azerbaigian | 3   | 0       | 2      | 5      |
| 3      | Turchia     | 1   | 2       | 2      | 5      |
| 3      | Moldavia    | 1   | 2       | 2      | 5      |
| 5      | Bulgaria    | 1   | 1       | 2      | 4      |
| 6      | Romania     | 1   | 1       | 0      | 2      |
| 7      | Polonia     | 1   | 0       | 0      | 1      |
| 8      | Germania    | 0   | 2       | 0      | 2      |
| 9      | Francia     | 0   | 1       | 2      | 3      |
| 10     | Albania     | 0   | 1       | 0      | 1      |
| 10     | Spagna      | 0   | 1       | 0      | 1      |
| 10     | Ungheria    | 0   | 1       | 0      | 1      |
| 13     | Ucraina     | 0   | 0       | 1      | 1      |
| Totale | Totale      | 12  | 15      | 15     | 42     |

### Grandi (totale) e Piccole (Strappo e Slancio)
Riferito al totale dell'esercizio e delle due specialità: 17 nazioni sono entrate nel medagliere.
| Posiz. | Nazione     | Oro | Argento | Bronzo | Totale |
| ------ | ----------- | --- | ------- | ------ | ------ |
| 1      | Russia      | 11  | 8       | 14     | 33     |
| 2      | Azerbaigian | 7   | 3       | 5      | 15     |
| 3      | Moldavia    | 4   | 7       | 3      | 14     |
| 4      | Turchia     | 3   | 5       | 5      | 13     |
| 5      | Polonia     | 3   | 1       | 1      | 5      |
| 6      | Bulgaria    | 2   | 3       | 7      | 12     |
| 7      | Romania     | 2   | 3       | 1      | 6      |
| 8      | Germania    | 1   | 2       | 0      | 3      |
| 8      | Spagna      | 1   | 2       | 0      | 3      |
| 10     | Albania     | 1   | 1       | 1      | 3      |
| 11     | Armenia     | 1   | 0       | 0      | 1      |
| 12     | Ungheria    | 0   | 4       | 1      | 5      |
| 13     | Francia     | 0   | 3       | 4      | 7      |
| 14     | Bielorussia | 0   | 1       | 1      | 2      |
| 15     | Italia      | 0   | 1       | 0      | 1      |
| 15     | Rep. Ceca   | 0   | 1       | 0      | 1      |
| 17     | Ucraina     | 0   | 0       | 2      | 2      |
| Totale | Totale      | 36  | 45      | 45     | 126    |

## Classifica a squadre

### Sistema di punteggio
Il sistema di punteggio è indicato dalla sommatoria dell'esercizio totale e delle due specialità in base allo schema adottato nel 1996:

### Categorie maschili
| Pos. | Squadra     | Punti |
| ---- | ----------- | ----- |
| 1    | Moldavia    | 488   |
| 2    | Russia      | 474   |
| 3    | Turchia     | 466   |
| 4    | Bulgaria    | 462   |
| 5    | Polonia     | 448   |
| 6    | Italia      | 339   |
| 7    | Francia     | 327   |
| 8    | Albania     | 307   |
| 9    | Grecia      | 301   |
| 10   | Lituania    | 292   |
| 11   | Romania     | 276   |
| 12   | Spagna      | 275   |
| 13   | Rep. Ceca   | 261   |
| 14   | Ungheria    | 259   |
| 15   | Slovacchia  | 236   |
| 16   | Georgia     | 228   |
| 17   | Germania    | 226   |
| 18   | Finlandia   | 217   |
| 19   | Azerbaigian | 182   |
| 20   | Armenia     | 176   |
| 21   | Regno Unito | 166   |
| 22   | Croazia     | 126   |
| 23   | Cipro       | 96    |
| 24   | Lettonia    | 90    |
| 25   | Irlanda     | 78    |
| 26   | Estonia     | 76    |
| 27   | Bielorussia | 68    |
| 28   | Ucraina     | 64    |
| 29   | Belgio      | 50    |
| 30   | Israele     | 42    |
| 31   | Svezia      | 35    |
| 32   | Paesi Bassi | 16    |
| 33   | Danimarca   | 16    |
| 34   | Kosovo      | 1     |

### Categorie femminili
| Pos. | Squadra              | Punti |
| ---- | -------------------- | ----- |
| 1    | Russia               | 530   |
| 2    | Turchia              | 441   |
| 3    | Polonia              | 417   |
| 4    | Germania             | 359   |
| 5    | Bulgaria             | 321   |
| 6    | Italia               | 289   |
| 7    | Azerbaigian          | 272   |
| 8    | Romania              | 252   |
| 9    | Bielorussia          | 244   |
| 10   | Regno Unito          | 241   |
| 11   | Spagna               | 240   |
| 12   | Francia              | 240   |
| 13   | Albania              | 224   |
| 14   | Grecia               | 208   |
| 15   | Rep. Ceca            | 204   |
| 16   | Finlandia            | 189   |
| 17   | Slovacchia           | 178   |
| 18   | Svezia               | 166   |
| 19   | Ungheria             | 160   |
| 20   | Moldavia             | 135   |
| 21   | Norvegia             | 62    |
| 22   | Israele              | 50    |
| 23   | Lituania             | 44    |
| 24   | Lettonia             | 35    |
| 25   | Danimarca            | 32    |
| 26   | Bosnia ed Erzegovina | 13    |

## Gare femminili

### 48 kg femminili
| Pos. | Atleta                      | Gruppo | Peso atleta | Strappo (kg) | Strappo (kg) | Strappo (kg) | Strappo (kg) | Slancio (kg) | Slancio (kg) | Slancio (kg) | Slancio (kg) | Totale |
| Pos. | Atleta                      | Gruppo | Peso atleta | 1            | 2            | 3            | Pos.         | 1            | 2            | 3            | Pos.         | Totale |
| ---- | --------------------------- | ------ | ----------- | ------------ | ------------ | ------------ | ------------ | ------------ | ------------ | ------------ | ------------ | ------ |
|      | Marzena Karpińska (POL)     | A      | 47.74       | 81           | 83           | 85           |              | 98           | 100          | 102          |              | 187    |
|      | Nurdan Karagöz (TUR)        | A      | 47.28       | 77           | 80           | 80           | 5            | 98           | 100          | 100          |              | 177    |
|      | Silvija Angelova (AZE)      | A      | 47.84       | 72           | 75           | 78           |              | 93           | 97           | 98           |              | 175    |
| 4    | Elena Andrieș (ROU)         | A      | 47.93       | 78           | 81           | 81           | 4            | 95           | 98           | 98           | 4            | 173    |
| 5    | Estefanía Juan Tello (ESP)  | A      | 47.64       | 70           | 75           | 78           | 6            | 90           | 94           | 97           | 5            | 169    |
| 6    | Mélanie Bardis (FRA)        | A      | 47.72       | 72           | 74           | 75           | 7            | 93           | 96           | 100          | 7            | 163    |
| 7    | Anaïs Michel (FRA)          | A      | 47.61       | 75           | 78           | 78           | 8            | 95           | 97           | 97           | 9            | 158    |
| 8    | Giovanna D'Alessandro (ITA) | B      | 44.88       | 68           | 68           | 70           | 14           | 90           | 95           | 97           | 6            | 155    |
| 9    | Natalia Draganova (BUL)     | A      | 47.79       | 70           | 70           | 72           | 13           | 92           | 92           | 95           | 8            | 155    |
| 10   | Joanne Calvino (GBR)        | B      | 47.84       | 67           | 70           | 73           | 9            | 87           | 90           | 90           | 10           | 150    |
| 11   | Aleksandra Stepanova (LTU)  | B      | 47.57       | 68           | 71           | 71           | 11           | 90           | 93           | 93           | 11           | 143    |
| 12   | Veronika Veznikova (CZE)    | B      | 47.82       | 67           | 71           | 71           | 10           | 87           | 92           | 92           | 13           | 120    |
| 13   | Tea Suojanen (FIN)          | B      | 47.64       | 45           | 48           | 51           | 16           | 57           | 60           | 62           | 13           | 108    |
| 14   | Petra Klimparova (CZE)      | B      | 47.88       | 65           | 68           | 68           | 15           | 57           | 60           | 60           | 14           | 106    |
| —    | Genny Pagliaro (ITA)        | A      | 47.76       | 77           | 81           | 81           |              | 95           | 95           | 95           | —            | —      |
| —    | Hannah Powell (GBR)         | B      | 45.19       | 61           | 61           | 65           | 13           | 80           | 80           | 80           | —            | —      |